# 大瓦尔任保利斯塔
大瓦尔任保利斯塔是巴西圣保罗州的一个市镇。总面积33.512平方公里，总人口45110人，人口密度1346.1人/平方公里。